# Wybory do Parlamentu Europejskiego w Portugalii w 1999 roku
Wybory do Parlamentu Europejskiego w Portugalii w 1999 roku zostały przeprowadzone 13 czerwca 1999. Portugalczycy wybrali 25 przedstawicieli do Parlamentu Europejskiego V kadencji. Frekwencja wyborcza wyniosła 39,9%.

## Wyniki wyborów
| Lista wyborcza                                    | Głosy     | %    | Mandaty | Zmiana |
| ------------------------------------------------- | --------- | ---- | ------- | ------ |
| Partia Socjalistyczna                             | 1 493 146 | 43,1 | 12      | +2     |
| Partia Socjaldemokratyczna                        | 1 078 528 | 31,1 | 9       | –      |
| Unitarna Koalicja Demokratyczna                   | 357 671   | 10,3 | 2       | –1     |
| Centrum Demokratyczne i Społeczne – Partia Ludowa | 283 067   | 8,2  | 2       | –1     |
| Blok Lewicy                                       | 61 920    | 1,8  | –       | –      |
| Pozostali                                         | 79 619    | 2,3  | –       | –      |
| Głosy nieważne i puste                            | 113 134   | –    | –       | –      |
| Razem                                             | 3 467 085 |      | 25      | –      |